# Angyalcápa-alakúak
Az angyalcápa-alakúak (Squatiniformes) a porcos halak (Chondrichthyes) osztályának egyik rendje.
A legősibb fajok a késő jura földtörténeti korhoz tartozó oxfordi korszakban jelentek meg, mintegy 161-155 millió évvel ezelőtt.

## Rendszerezés
A rendbe az alábbi 2 család tartozik:
- angyalcápafélék (Squatinidae) Bonaparte, 1838
- †Pseudorhinidae Klug & Kriwet, 2012